# ادر چکون
ادر چکون (انگلیسی: Éder Ceccon؛ زادهٔ ۱۳ آوریل ۱۹۸۳) بازیکن فوتبال اهل برزیل است.
از باشگاه‌هایی که در آن بازی کرده‌است می‌توان به باشگاه فوتبال سانتوس، باشگاه فوتبال سائو پائولو، باشگاه فوتبال قونیه‌اسپور، باشگاه فوتبال وگالتا سندای، باشگاه فوتبال کریسیوما، و باشگاه ورزشی ژوونتود اشاره کرد.